# Compass Group
Compass Group este o companie care oferă servicii alimentare (catering) către numeroase instituții: școli, spitale, companii, etc.